# あにゃまる探偵 キルミンずぅ
『あにゃまる探偵 キルミンずぅ』（あにゃまるたんてい キルミンずぅ）は、日本のサテライト・ハルフィルムメーカーと大韓民国のJM ANIMATIONにより制作されたテレビアニメ。
「オリジナル本格変身アニメ」と銘打ち、架空の町「神浜市」を舞台に、動物に変身できる道具「キルミン」を手に入れた主人公たちが、動物とのコミュニケーションを図りながらさまざまな事件に挑む姿をコメディタッチで描いた作品。原案は「マクロスシリーズ」などで知られる河森正治。シリーズの演出は監督の増井壮一に一任されている（河森は「黒河影次」名義で第5話の脚本を担当）。
日本では2009年10月5日よりテレビ東京系6局ネットで、毎週月曜夕方に放送された。全50話。テレビ東京・テレビ愛知・テレビ大阪では、深夜のリピート放送『あにゃまる探偵 キルミンずぅ+』（あにゃまるたんてい キルミンずぅ プラス）が第24話まで放送された。

韓国では韓国KBSにおいて『쥬로링 동물탐정』（Zoororing Animal Detective / ジュロリン動物探偵）というタイトルで2010年5月3日から2011年5月9日にかけて放送された。2014年12月18日からは韓国でアニメ映画『쥬로링 동물탐정 극장판』（ジュロリン動物探偵 劇場版）が公開された。

## 作品解説

### 制作・テーマ設定
「魔法少女もの」を一度作ってみたいと考えていたという河森は、多数の作品が作られている当該ジャンルにおいて自分がやることの意味について考えているなかで、ふと「動物」をモチーフにすることを思いつき、動物の作画が困難であることから「人間が動物に変身する」というアイディアに至ったとしている。動物に興味を持つようになったのは生物や生態系などをテーマにした『地球少女アルジュナ』での取材経験がもとになっており、さらに異種生物とのコミュニケーションを描いた『マクロスF』での経験も踏まえ、人間とはまったく異なる感覚を持った動物の視点で人間社会を見るという、「魔法少女もの」としては従来にないコンセプトの作品を生み出せるのではないかと考えたことを語っている。
企画の当初より関わっていたのは河森とキャラクターデザイン担当の相澤澄江の二人で、そこにプロデューサーより声をかけられたという長崎行男が加わり、河森とともに企画書と第3話までの話を作った。増井がその企画書を受け取り参加、シリーズ構成の松田恵里子が加わって全体のストーリーやテーマなどが決められていった。長崎は音響監督に加え、「裕木陽介」名義でシリーズ前半の構成と脚本を担当した。
河森は「魔法少女もの」と表現しているが、本作における変身のメカニズムはファンタジー的な魔法ではなく、人工的に開発された装置により遺伝子内の特殊な因子を発現させ変身するというSF的な設定がなされている。主人公側の人間が動物と、その前段階として中間形態である3頭身の着ぐるみのような姿に変身するのが特徴で、河森はこの中間形態の着ぐるみモードを、「マクロスシリーズ」において自身がデザインを手がけた可変戦闘機の中間形態である「ガウォーク」にたとえている。
本作の主人公は少女だが、クラスメイトの男子もメンバーの一員として変身を行うという特徴がある。また、羽鳥カノンという主人公たちをライバル視するキャラクターが設定されており、約10年ぶりにアニメ声優として復帰した丹下桜が声を担当している。丹下は、本作品の表のテーマは探偵団の活躍劇、裏のテーマはカノンの成長物語であると増井に言われていたことを自身のブログで明かしている。
環境問題もテーマに含まれている。日本動画協会と西武鉄道が制作した子供向けの環境パンフレット『アニッコ vol.7』では、本作のキャラクターが採用された。
タイトル『あにゃまる探偵 キルミンずぅ』の「あにゃまる探偵」は相澤澄江、「キルミン」は河森、「ずぅ」は増井の考案によるもの。「キルミン」という単語は「着ぐるみ」と「テルミン」をあわせたもので、河森はもともとテルミンのようなもので変身するというアイディアを持っていたと語っている。

### 対象・視聴層
長崎は、本作の対象を「小さな女の子向け」としながらも、「男の子が見ても面白い作品になっていると思います」とも語っている。また、本作には動物に変身する「アニマリアン牙組」という美形男性のグループが登場するが、これは動物園にいるようなさまざまな種類の動物を登場させるという狙いとともに、「もっと大きなお姉さん」に向けたものでもあると述べている。『ASCII.jp』の記事では、一部の「大きなお友達」と呼ばれる層の人気を得ていると紹介されている。

### タイ語の主題歌
オープニングテーマと前期エンディングテーマはタイ語で歌われている。また、両方とも2006年にタイで発売されたアルバム『Neko Jump』（日本盤は未発売）に収録されている曲で、本作のために作られた曲ではない。なお、主題歌を歌うNeko Jumpはタイでデビューした双子アイドルデュオで、本作の主題歌として彼女たちのデビューミニアルバムからの選曲による2曲が起用された。

## あらすじ
豊かな自然に恵まれた神浜市に住む御子神家の双子の姉妹リコとリムはある日、生物の研究をしていた祖父のユウキ博士が残した屋根裏の研究室で、動物に変身できるアイテム「キルミン」を手に入れる。さらに姉のナギサや、クラスメイトの猪俣ケン、木島タマオもキルミンを手に入れることになる。同じころ、東ヨーロッパのヴラドニアより、人間と動物の姿を持ち変身する種族「アニマリアン」の少女、羽鳥カノンがリコたちの通うカトレア学園に転校してくる。その母ミサは、部下の「アニマリアン牙組」を従えて神浜市長に接近し、神浜市で「アニマリアン革命」を起こすべく暗躍すると同時に、協力関係にあるアニマリアンの龍堂パルスに革命の要となる「棺」を探すよう命じる。リコたちはキルミンを使って遊んだり、身の回りの動物がらみの事件に挑むなか、日本にいるはずのない野生動物や、謎の怪人の出現といった奇妙な出来事も目撃する。野生動物の出現は神浜警察署でも認知され、ふたりの暇な刑事が「アニマル課」に配属される。さまざまな事件を解決し、キルミンを人助けに役立てようと考えたリコたちは、御子神三姉妹の母で、キルミンについて知るハルカの許しを得て、動物専門の探偵団「神浜キルミンズ」を結成する。
活動を始め、次々に事件に挑むキルミンズに対し、ケンに好意を、リコたちに敵対心を抱くカノンは「怪盗ビューティ・バット」に扮し挑戦する。一方、御子神三姉妹はキルミンを何度も使ううちに別の動物に変身できる「キルバラ変身」を身につける。ある日キルミンズは神浜自然公園に出現したUFOについて調べるうち、森の中で動物を捕まえている謎の巨大施設に閉じ込められる。この事件のなかで、今まで変身できなかったタマオが初めて変身に成功する。しかし、革命に反対し去った母マリアンヌ・シェーンベルクと、その血を引く御子神家をいまだ憎むミサが来日していること、リコたちが探偵団結成時の「危ないことはしない」という約束を破っていることを知ったハルカは、子供たちからキルミンを取り上げる。リコは納得できずにいたが、早く変身を自分のものにしたいと焦るタマオがキルミンを無断で持ち出し、危険な目に遭ったことをきっかけに心から反省し、今後は活動内容を報告するという条件でキルミンを返してもらう。
キルミンズが活動を再開し、メンバーが次々に新しい変身を身につけていくなかで、ひとりだけ小さく非力なネズミにしか変身できないケンは、しだいに焦りと劣等感を抱き始める。牙組のひとりが起こした事件から自分たち以外にも動物に変身する者がいることを知ったキルミンズは、動物への変身と関係のありそうな伝説の噂を聞き、それを調べに向かうが、ケンはついにネズミの姿にも変身できなくなり、キルミンを手放す。カノンはケンを心配し、自分と同じアニマリアンにするため屋敷に招待するが、カノンの言葉からネズミの強さを知り、仲間の大切さを思い出したケンは、ふたたび変身に成功して、謎の人物に捕まり危機に陥ったリコたちを救い出す。
動物への変身について調べるうち、キルミンズはアニマリアンの存在を知り、さらに御子神三姉妹がアニマリアンの血を引くクォーターであることを両親によって知らされる。一方、これまでミサと表向き協力関係にあった人物、二ツ木キョウスケが、新たな生態系を築くという自身の目的を達成すべく「アニマリアン因子促進ガス」を散布して人々を強制的にアニマリアンに変え、神浜市内を特殊な液体によって異常成長させた植物で満たしジャングル化するといった行動に出る。神浜で何かが起こりつつあることを知ったハルカはミサと話し合いの席を設け、マリアンヌが実際はミサを強く思っていたことを明かす。リコたちと交流し、母の活動に疑問を抱くようになったカノンはキルミンズと話し合おうとするが、行き違いからリコと喧嘩になる。二ツ木はカノンの行動を利用してキルミンの研究データを盗み出し、さらにみずからが保管する「棺」のなかに眠る、ミサの父にしてアニマリアン革命の創始者ルーファス・シェーンベルクを目覚めさせるためにカノンを連れ去る。それを追うキルミンズと、これまで事件に関わった御子神家、ミサと牙組、パルス、アニマル課らがそれぞれの思惑のもとに神浜樹海の地下研究施設に集う。自作の装置で「最強」の存在になろうとした二ツ木のもくろみは自身の浅薄な価値観が原因で失敗に終わり、覚醒し暴れだしたシェーンベルクはリコたちとカノンの協力により正気を取り戻す。妻と娘のあいだを引き裂いたことを後悔し、革命に対する考えを改めていたシェーンベルクは、みずからの過ちをミサに詫び、マリアンヌとユウキの孫であるリコたちを自分の孫も同然の存在として受け入れる。
その後、御子神家と和解した羽鳥親子と、人間への見方を改めたパルスはそれぞれの故郷に戻り、牙組は神浜に残ることを選ぶ。変身せずとも動物の心に寄り添えるようになったキルミンズは、しばらくキルミンを使わずに探偵団を続けていくことにする。

## 登場人物

### キルミン所持者（神浜キルミンズ）
キルミンを入手し動物に変身する5人の子供たち。本作における中心的存在で、のちに人命救助に尽力した経験からキルミンで人助けをしようと考え、探偵団「神浜キルミンズ（かみはまキルミンズ）」を結成する。御子神ハルカが課した宿題をクリアすることで認められ、御子神ユウキが残した屋根裏の研究室を本拠として活動する。キルミンを使って変身するうち、しだいに動物と意思疎通するすべを身に付けていく。
御子神 リコ（みこがみ リコ）
声 - 悠木碧
本作の主人公。カトレア学園初等部5年生。明るく楽観的、いたずら好きな性格で、ユニークな発想もできるが、気まぐれで飽きやすいという一面もある。運動が得意で、クラスでも1、2位を争うほど。その一方、図画工作や裁縫などは大の苦手で、とくに絵が下手なのは自他ともに認めるところである。クラスメイトのケンとは幼馴染で、頻繁に喧嘩になり、スポーツで張り合うことも多い。
屋根裏の研究室でキルミンを手に入れ、ネコの姿に変身する。変身後は木登りなど、高い場所での活動が得意になり、夜目も利くようになる。変身中は「秘密探偵キャサリン」（のちに「名探偵キャサリン」）と名乗り、リムとナギサの変身時の名前も付ける。変身を経験したあとは、変身していないときでもしばしばネコのような振る舞いを見せる。キルミンの使用に積極的だが、自分の楽しみのために変身する傾向があり、のちに母ハルカにキルミンを取り上げられるという出来事を経てからは、キルミンを持つことの意味についても考えなければならないと思うようになる。
御子神 リム（みこがみ リム）
声 - 佐藤聡美
リコの双子の姉妹で、同じくカトレア学園初等部5年生。いつもリコと一緒に行動し、クラスも同じ。読書と空想が好きで、手芸や編み物を得意とする。学園では新聞部に所属しており、リンゴ型の筐体に入ったデジタルカメラを愛用する。普段はおとなしく心配性だが、スクープの予感がすると積極的な性格へと変貌する。渦巻模様で表現された眼鏡をかけており、普段は目が描かれないが、まれに素顔を見せる場面がある。
リコとともにキルミンを手に入れ、ウサギの姿に変身する。リコによる変身中の命名は「ピョン」。変身後は聴覚が発達し、かすかな音でも聞き分ける。哺乳類共通の祖先にまでさかのぼりカモノハシへのキルバラ変身を遂げて以降、カンガルーやイルカといったウサギ以外の動物への変身も可能になる。
御子神 ナギサ（みこがみ ナギサ）
声 - 安済知佳
御子神三姉妹の長女でカトレア学園中等部2年生。神浜市一の美少女とされる。優しく機転も利くが、「天然」と表現されるような一面もある。家を空けることが多い母親の代わりを務める。学園では弓道部に所属しているが、放った矢は毎回隣の的に当たる。図書館で龍堂パルスと出会い、以降かすかに恋心を抱きはじめる。
変身したリコ、リムに誘われてキルミンを手にし、イヌの姿に変身する。リコによる変身中の命名は「ポチ姉（ねえ）」。変身後はおもに嗅覚が発達する。
猪俣 ケン（いのまた ケン）
声 - 田村睦心
カトレア学園初等部5年生でリコたちのクラスメイト。活発で負けず嫌いだが、臆病な一面があり、暗い場所を苦手とする。また、リコには数多くの弱みを握られ尻に敷かれているとされる。気合いを入れるとき口癖で「ガッツ（一発）」と言い、何かを探るときは「名探偵ケンロック・ホームズ」を自称する。運動能力は高いが学業成績は芳しくない。また、音痴のうえに声が大きいため、歌うと周囲の顰蹙を買うが、独特の超音波を発しており、羽鳥カノンに気に入られることになる。家はコロッケが自慢の精肉店で、店の手伝いもする。登場しないが母親も存在する。テレビドラマ「ラッキー探偵」の大ファンでもある。
変身したリコたちをいぶかしみ潜入した御子神家でキルミンを手に入れ、ネズミの姿に変身する。着ぐるみモードのサイズはリコたちのそれよりも二回り以上小さく、その体を生かし狭い場所への侵入を得意とするが、ときに肉食動物に狙われて生命の危機に瀕することもある。変身中は声が高くなり、叫び声もネズミの鳴き声になる。また、アニマルモードになるとくしゃみをしなければ元に戻れない。
木島 タマオ（きじま タマオ）
声 - 池辺久美子
カトレア学園初等部5年生。リコたちのクラスメイトでケンの友人。何かを探るときのケンには助手の「タマソン」と呼ばれる。父親は現・神浜市長の木島ヒロオ。機械やコンピュータに詳しく、動物に関する知識も豊富だが、動物を飼った経験はない。リムに恋心を抱いている。眼鏡をかけており、照れたり落ち込んだりすると眼鏡がひとりでに割れることがある。眼鏡のなかの目は描かれておらず、劇中では素顔が明らかになることもない。
ケンとともにキルミンを手に入れるが、変身には失敗する。以降も変身できない状態が続くが、UFO事件の最中にリムの危機を救おうとして初めてひよこになる卵に変身し、その後はさまざまな鳥類にキルバラ変身する。当初は思いどおりの姿になれない場合が多いが、しだいに変身を自身でコントロールできるようになってゆく。着ぐるみモードは他のメンバーと違いサイズは大きめで、動きも鈍くなる。

### 御子神家
御子神三姉妹の家族。登場する人物は全員なんらかのかたちで生物に関係する職業に就いている。サンルームにはカメのドクトルやモルモット、ブンチョウがおり、一時的に預かった動物もここに入れられる。
御子神 ハルカ（みこがみ ハルカ）
声 - 根谷美智子
三姉妹の母で、頻繁に外国への出張もするアニマルカウンセラー。動物との意思疎通がある程度できる。三姉妹にキルミンのことを最初に打ち明けられるが、キルミンに関しては当初よりある程度の知識を持っており、のちにキルミンに関する相談相手となり、子供たちを心配しながら見守る。アニマリアンの母と人間の父とのあいだに生まれた。
御子神 タモツ（みこがみ タモツ）
声 - 田中秀幸
三姉妹の父で、カトレア学園の理科教諭。プランクトン、とくにミジンコを大切に飼育しており、ひそかに「ミジンコ先生」と呼ばれている。リコたちには学校では「御子神先生」と呼ばれる。柔和な性格で、ストレスには縁遠いと思われている。妻や娘たちにはキルミンのことは内緒にされる。実際にはアニマリアンやキルミンに関する知識を持っており、内緒にするのは、タモツがキルミンの存在を知れば必ずミジンコに変身するためというハルカの考えによるものである。
御子神 ユウキ（みこがみ ユウキ）
声 - 島田敏
御子神三姉妹の祖父で、ハルカの父。キルミンを作った人物で、博士号を持ち、生物に関する研究をしていた。妻は「生物逆進化論序説（Biological Evolution with New Possibilities）」を著したマリアンヌ・シェーンベルク。本編中の記録映像にのみ登場し、自身を実験台としてキルミンの試作品を使用する姿が残されているが、途中で記録用のカメラが電池切れとなったため、その後は不明となっている。
ドクトル
御子神家にいるカメ。ハルカと意思疎通し、リコたちにさりげなくヒントを与える。渦巻模様の眼鏡を掛け、鳥打帽を被り、煙管を咥えている。神出鬼没で、家の中の仕掛けを使ってどこにでも現れる。その正体については第50話のラストで触れられる。

### ヴラドニア
神浜市を東アジアにおける「アニマリアン革命」の拠点とすべく、東ヨーロッパのヴラドニアより来日した羽鳥親子とその関係者。羽鳥カノンは母ミサの命によりカトレア学園に編入し、リコたちと大きく関わることになり、協力者の龍童パルスも留学生としてカトレア学園大学部に通う。ミサ配下の集団「アニマリアン牙組（きばぐみ）」は、美貌を生かして異性を誘惑しアニマリアンにするなど、革命活動に関するさまざまな任務を与えられるが、しばしば目先の欲求やストレスに負けて失敗を繰り返す。牙組の勝手な行動が神浜市内の野生動物目撃事件へとつながり、後述するアニマル課発足のきっかけとなる。
羽鳥 カノン（はとり カノン）
声 - 丹下桜
カトレア学園初等部5年生でリコたちのクラスメイトになる、ヴラドニアからの転校生。金髪の美少女。コウモリの純血種アニマリアンで、普通の人間を見下しているが、学校では周囲に愛嬌を振りまく。母ミサよりアニマリアン革命の指導者となるべく使命を与えられており、婿候補としての純血種アニマリアンを探すよう命じられる。母の指示で牙組を率いることもあるが、無能な部下に手を焼く。コウモリのアニマリアンであるために日光が苦手で、日中は日傘を手放せない。また、眠る際は逆さにぶら下げられた棺桶の中で逆さまに眠る。ケンの運動能力と、その歌に含まれる超音波に惹かれ、コウモリのアニマリアンに目覚めさせようとする一方で、リコたちのことは「中途半端なアニマリアン」と認識して敵対心を抱き、「怪盗ビューティ・バット」を名乗り神浜キルミンズに挑戦する。しかし、しだいにリコたちと母とのあいだで心が揺らいでいく。その後、祖父シェーンベルクとの出会いをきっかけに、御子神三姉妹とは従姉妹であることを知る。
龍童 パルス（りゅうどう パルス）
声 - 野島健児
カノンとともにヴラドニアの国費留学生として来日した青年。カトレア学園の大学部で生物学を学ぶ。三姉妹の写真を持っており、ナギサとは図書館での出会いをきっかけに知り合うことになる。また、なりゆきからタモツの話を聞くことになり、気に入られる。正体はシベリアオオカミの純粋アニマリアンで、ミサの命を受け御子神家の監視を行うと同時に、神浜市のどこかに存在する「棺」を探す。別行動をとる牙組には「雑用係」と見られている。過去の経験から人間を憎んでおり、仲間たちがオオカミとして安住できる地を求めて、人間を敵視するミサの活動に協力するが、ナギサたち御子神家との関わりを経て、人間のなかにも味方がいることを知る。
羽鳥 ミサ（はとり ミサ）
声 - 渡辺美佐
カノンの母で、日本人の夫をもつヴラドニア人。過去に自国にある「ヴラドデルタ」を世界遺産に登録し、その後は夫の祖国の日本で、神浜樹海と神浜市を世界遺産登録するために行動する。正体はクロヒョウのアニマリアンで、裏では「アニマリアン牙組」を従え「アニマリアン革命」を起こそうとしており、神浜市長への接近のほか、「怪盗レディ・パンサー」を名乗り、環境を破壊する者からの窃盗も行う。左目にはつねに眼帯や片眼鏡を着用している。ハルカの異父姉であり、本名はミシェル・シェーンベルク。革命に反対して自分たちのもとを去った母マリアンヌを「裏切り者」と非難する。
獅子山 シシノシン（ししやま シシノシン）
声 - 白川周作
ミサの配下「牙組」のリーダー。正体はライオンのアニマリアン。生肉が好物で、ときに粗暴な面を見せる。ミサと同僚たちとの板挟みでストレスが絶えない。失敗続きが原因でリーダーを解任されるが、リーダーの地位にはかなりの執着を見せ、のちにリーダーとなる新井に対してはことあるごとに「リーダーいびり」を行うようになる。
桐野 リンジ（きりの リンジ）
声 - 三宅淳一
牙組の一員で、キリンに変身する。牙組のなかでは最も背が高い。一時期記憶を失い、近所の女子大学生寮に迷い込み、大学生たちに気に入られて雑用係をする。
地井 ハヤト（ちい ハヤト）
声 - 島﨑信長
牙組の一員で、チーターに変身する。人間の姿でも非常に足が速い。獅子山のリーダー解任により2代目リーダーとなるが、プレッシャーに耐えられず頭部だけがチーターに変身して戻れない状態になり、街中でヒョウの頭と間違えられ「ヒョウ仮面」騒動を引き起こす。そのなかで出会ったリコに自分がチーターだと認められたことで安堵してもとの姿に戻り、リーダーの座を降りる。
大造 サンダース（だいぞう サンダース）
声 - 橋詰知久
牙組の一員で、アフリカゾウに変身する。体は大柄で、目は一本の線で表現されており、まれに開くことがある。
樺谷 ポポタ（かばや ポポタ）
声 - 遠藤広之
牙組の一員で、カバに変身する。目が隠れるほどの長い前髪をもち、いつも頭に青い小鳥を留めている。水質を舌で判別できる。のちにリコたちの担任の岩下ルミコと交際を始める。第50話で彼女と結婚式を挙げる姿が描かれている。
半田 シェイシェイ（はんだ シェイシェイ）
声 - 赤羽根健治
牙組の一員で、ジャイアントパンダに変身する。黒いサングラスをかけ、笹の葉を咥えている。
新井 ラクタロー（あらい ラクタロー）
声 - 成瀬誠
牙組の一員で、アライグマに変身する。牙組のなかでは最も小柄。綺麗好きで、汚れを見ると洗わずにはいられなくなる。一度家出してアライグマの姿で御子神家の世話になり、「ラクちゃん」と名づけられる。獅子山、地井が相次いでリーダーの座を降りたあと、じゃんけんに勝ったことで3代目リーダーに就任する。
牛島 ケイコ（うしじま ケイコ）
声 - 渡辺明乃
牙組に噛み付かれてアメリカバイソンのアニマリアンとなり、ミサの配下に加えられる女性。太めの体格で、マイペースな性格。一人称は「ケイコりん」。のちにカノンにより「ビューティ・ピンク」として怪盗に付き合わされる。
山田 タカオ（やまだ タカオ）
声 - 宮崎寛務
ミサに仕える執事。普段は一言も発しない。背中に翼をもち、頭に角の生えた黒く巨大な怪物に変身する。人間形態においては普段は若者の姿をしているが、シェーンベルクの前では年老いた姿となる。
羽鳥 シロウ（はとり シロウ）
声 - 緑川光
ミサの夫でカノンの父親。ヴラドニア革命本部の代表代行を務めている。かつてルーファス・シェーンベルクをシベリアの森に置き去りにし、二ツ木を使って「棺」を隠匿させ、ミサには虚偽の情報を伝え神浜から引き離そうとする。本編中は電話越しの声でしか登場せず、その正体や真意も最後まで明かされることはない。
ルーファス・シェーンベルク
声 - 大友龍三郎
ミサの父でカノンの祖父。ヴラドニア革命本部の代表。巨大なオオコウモリのアニマリアン。「アニマリアン革命」の提唱者で、そのために考え方の異なっていた妻マリアンヌと離別し、妻が娘を引き取ることも拒否した。カノンが生まれてまもなく冬眠状態となり、その体が収められた「棺」ごと消息不明になっていた。

### 神浜警察署
神浜市内の野生動物目撃事件や怪盗レディー・パンサー事件、ペット行方不明事件など動物が絡んだ事件の対策に追われる。署長の七瀬ミユキは野生動物目撃事件の捜査を目的として「アニマル課」を作り、暇であることを理由に大関・小結両刑事に同課への転属命令を出す。このふたりは捜査中にリコたちと知り合い、ときに仕事の手伝いを依頼する間柄となる。
七瀬 ミユキ（ななせ ミユキ）
声 - 久川綾
神浜警察署の署長。ハルカとは学生時代からの友人で、動物が絡んだ事件への捜査協力を依頼する。
大関 マサタカ（おおぜき マサタカ）
声 - 龍田直樹
アニマル課に配属される神浜警察署の部長刑事。48歳。小柄でサルに似ており、興奮すると言動までサルのようになる。勘は働くが、多くは的外れに終わる。
小結 タツロウ（こむすび タツロウ）
声 - 乃村健次
大関の部下で、ともにアニマル課に配属される刑事。26歳。大柄でオランウータンに似ている。鈍いところがあるが、大関に対しての突っ込みも行う。
コロンボ
声 - 池田千草
アニマル課の警察豚。鼻は利くが、食欲が優先されるため役に立たない。

### カトレア学園・神浜市の人々
岩下 ルミコ（いわした ルミコ）
声 - 広橋涼
リコたちの担任教諭。普段はやる気のなさそうな態度が目立つが、クラスの喧噪を一喝する気の強さをもち、生徒思いでもある。得意技はチョーク投げ。猪俣親子同様「ラッキー探偵」の大ファン。「元ヤン」と噂され、スクーターのクラクションは暴走族風。極度の方向音痴で、森で道に迷っていたところを樺谷に助けられ、以後交際を始める。二ツ木が散布させた「アニマリアン因子促進ガス」を浴び、クマのアニマリアンとなる。
宮部 カスミ （みやべ カスミ）
声 - 宮本佳那子
カトレア学園中等部2年生で、ナギサと同じ弓道部に所属する親友。ナギサとはよく行動をともにしている。ナギサがパルスに思いを寄せていることに気付き、仲を取り持とうとする。一方で自身は合宿中に助けられたことをきっかけに半田に惹かれるようになる。半田の素顔を見た際に「美形はあまり好みではない」という趣旨の発言をするが、のちに再会した際には運命を感じ、ふたたび好意を見せるようになる。「アニマリアン因子促進ガス」を浴び、キツネのアニマリアンとなる。
只野 フーコ（ただの フーコ）
声 - 神田朱未
「只野あにゃまるクリニック」の獣医。ハルカの後輩で、娘の3姉妹とも面識がある。
木島 ヒロオ（きじま ヒロオ）
声 - 沼田祐介
現在の神浜市長でタマオの父。ミサの神浜世界遺産登録計画に賛同し、神浜市内をミサたち同伴で移動することもある。眼鏡をかけており、タマオ同様に目が描かれない。のちに牙組との接触によりヤギに変身した市職員に書類を食べられたために世界遺産化計画は破綻し、ミサに用済みと判断されて噛み付かれ、ツルのアニマリアンとなる。
猪俣 テイゾウ（いのまた テイゾウ）
声 - 稲田徹
ケンの父で、精肉店を営む。巨漢で気風（きっぷ）がいいが、怒ると怖い。カノンには初対面時、売り物のコロッケを無料で振舞う。息子と同様「ラッキー探偵」の大ファンで、ルミコと意気投合する。初登場は第4話だが、名前は第9話のエンディングクレジットで初めて明かされる。
阿部 ヨシヲ（あべ ヨシヲ）
声 - 藤本たかひろ
さまざまな職場を転々としながら働く男性。リコたちの絡む事件に巻き込まれることも多い。リコたちと顔を合わせることもあるが、まったく記憶に留められず、面識を持ったあともナギサには毎回名前を間違えられる。「アニマリアン因子促進ガス」を浴び、クジラに変身する。

### 二ツ木コーポレーション
二ツ木 キョウスケ（ふたつぎ キョウスケ）
声 - 置鮎龍太郎
二ツ木コーポレーション社長。巨大なカボチャのような形の帽子などの奇妙な服装を着用しており、そのシルエットから警察関係者やリコたちに「キノコ男」と呼ばれる。神浜樹海の地下に、ひそかに巨大な研究施設を保有している。動物や人間に対して独特の考え方を持ち、新たな生態系を作るという理想実現のため神浜市全体のジャングル化をもくろむ。表向きにはミサと協力関係にあるが、その裏では独自にシロウと接触しており、依頼を受けて自身で保管する「棺」の所在を隠匿する。御子神ハルカ・タモツとは大学時代の同級生で、ハルカに恋心を抱いていたが、自分の名前を書き忘れたラブレターを落とし、それを届けたタモツがハルカと結ばれることになり、以来タモツを一方的に恨んでいる。かつて師事したユウキ博士のデータを盗み自作の逆進化装置を完成させ、大型の肉食哺乳類や恐竜のような「最強」の動物に変身しようとするが、装置の判断により自身の価値観とは異なる意味での「最強」であるクマムシにされ、逃走のあげくに乾眠状態となって警察に身柄を確保される。
ガールズ
声 - 斎藤楓子、阿川りょう
二ツ木の下で暗躍する謎の女性たち。非常時には体の一部が変化し、手の爪を伸ばす者、頭に角を生やす者、背中に翼を生やす者の3名が登場する。
怪人
声 - 高塚正也
二ツ木の地下研究施設で働く、人語を話す謎の生物。テレビシリーズ第8話ではこのうち1体が逃げ出し、夜のカトレア学園に出現する。二ツ木が確保されたあとは、カノンによりシェーンベルクの屋敷で働くことを提案される。上述のガールズを含め、劇中ではその正体が明確なかたちで語られることはない。

## 設定

### 舞台設定
本作の舞台となるのは「日本のどこかにある」とされる「神浜市（かみはまし）」。海に面し、豊富な自然に囲まれた環境が特徴。市街地は旧市街と新市街に分かれており、懸垂式のモノレールが市民の交通手段として用いられている。「神浜樹海」と呼ばれる広大な森林を擁しており、ミサはこの地域を世界遺産に登録すべく行動する。
カノンやミサらの出身国として設定されているのは東ヨーロッパに位置する国家「ヴラドニア」。国内にある「ヴラドデルタ」はミサの尽力により世界遺産に登録されており、革命本部によるアニマリアン革命が推し進められている。文化などの詳細は不明だが、「ミティミティ」という辛い味付けの料理が存在する。テレビシリーズ第2話でカノンが話すヴラドニア語はルーマニア語がモデルとなっている。
時代設定は作品内の描写から2015年であることがわかる。動力付きで宙に浮くスケートボード（ホバーボード）や、タマオが携帯する端末など、番組放映時点では実現されていない近未来的なガジェットも登場する。

### キルミン
キルミンとは、御子神ユウキ博士が妻マリアンヌ・シェーンベルクの研究をもとに開発した「逆進化推進装置」の通称。進化の系統樹をさかのぼることで人間の遺伝子内にある「アニマリアン因子」を活性化させ、人間を細胞レベルで動物の体に変化させる。サイズは手のひらに収まる程度で、それぞれ変身する動物のデザインが施されたコンパクト状、または携帯ゲーム機状の外見となっている。キルミン展開時に現れる画面内にはグルミン（声 - 神田朱未）という名を持つ動物のようなものが表示されており、キルミンの取扱い関係を説明する。
キルミンを展開すると、まずアイリス登録が行われる。登録された者が「キルミン」と発声すると音声登録が完了し「キルミン・フォーゼ」が開始され、画面からグルミンとは別の生物のようなものが迫り出てくる。この体内には宇宙のような空間が広がっており、使用者はこれに飲み込まれるとまず背の低い3頭身の着ぐるみのような姿である「着ぐるみモード（キグルミモード）」へと変身する。着ぐるみと呼ばれてはいるが、着ぐるみに相当する部分は体の一部となっており脱ぐことは不可能である。着ぐるみの頭部には顔が付いており、使用者の感情によって表情が変化する。グルミンからの使用のアドバイスは頭部から行われる。このモードでは、変身前に比べ動きが軽くなり、対応する動物の能力を使えるようになる。さらに、リコは前足の爪を硬いものに向かって引っかいたり、ナギサは大きく体を揺らしたりと、その動物特有の仕草が自然に現れることがある。また、キルミン・フォーゼの際、登録者に痛みなどなんらかの異常があり意識の集中を欠くと、着ぐるみモードへの変身が中途半端なかたちで行われることがある。
この着ぐるみモードからさらに一定の条件（動物になりたいと強く願う、動物のまねをするなど）を満たすと、体が光に包まれたあと、完全な動物の姿である「アニマルモード」に変身する。この形態になると動物の能力を完全に使えるようになるが、人間の言葉は話せなくなる。動物とある程度の意思疎通も可能だが、「動物の言葉」で会話するものではなく、イメージによる意思の伝達が行われる。トリキルミンを持つタマオは変身が可能になってしばらくのあいだ、着ぐるみモードを経ずにアニマルモードに変身する場面がある。アニマルモードとして変身できる動物は基本的には特定の一種類だけだが、後述するキルバラ効果が発揮されると多種多様な動物への変身が可能となる。
変身解除は着ぐるみモードで「ヌグミン」と発声することにより実行される。解除直後は必ず全裸となり、変身前に着ていた服は解除後に上から降ってくる。
人間から着ぐるみモードへの変身シーンは多くの変身ヒロインものと同様、バンク（使い回しのカット）が用いられている。御子神三姉妹は初変身時から完全なものが使用されるが、ケンは当初、三姉妹にはある「人間のシルエットが着ぐるみモードのそれに変化していく」カットがなく、第46話で初登場する。タマオも着ぐるみモードへの初変身は第27話であるが、完全なバージョンは第34話で初登場する。御子神三姉妹とケン、タマオの扱いが異なる理由は作品中では明確に示されることはない。この変身時のバンクは回によっては短縮されたり、省略されたりする。
キルミンの画面上には使用者の体験を「友愛」「精神」「運動」「経験」の分野で数値化した「ヒーリング」「ハート」「マッスル」「スキル」と呼ばれる4つのアイコンが表示されている。すべての数値が一定以上に達すると「キルミン深度」が深まることにより、進化の系統樹を枝分かれ地点まで逆行させ別の枝に進み、別種の動物に変身できる「キルバラ効果」が発揮される。キルミン深度が一定段階に達したことはグルミンにより使用者に通知される。キルバラ効果による別種、とくに大型動物への変身は大量のエネルギーを消費するようで、長時間の変身を保つことが難しく、変身後は非常に空腹になる。また、変身の経験が重なると、人間の姿でもその能力がフィードバックされていき（リコは夜目が利くようになり、魚が好物になる。リムは聴力が増し、ナギサも嗅覚が鋭くなる）、変身せずとも動物との意思の疎通が可能になっていく。
御子神ユウキ博士が残したキルミンに関する文書のなかには「キルミン3原則」と名づけられたものがあり、そこには以下の3箇条が規定されている。
- 「第1条 キルミンを使って動物・人間などに危害を与えてはならない」
- 「第2条 むやみに人前で変身してはならない」
- 「第3条 完全変身した場合、99分以内に元に戻らなければならない」

99分以内に戻らなければならない理由については補足説明があり、動物に変身している際は人間の意識の流れ（ヒト意識）と動物の意識の流れ（アニマル意識）が存在し、99分を過ぎるとヒト意識が急速に低下して人間の姿に戻れなくなる可能性があるためとされている。
御子神ハルカの台詞によると、キルミンとは動物への変身そのものを目的としたものではなく、姿形の垣根をなくし動物と話をするための道具であり、キルミン開発のもととなったマリアンヌの研究は、コウモリのアニマリアンである両親の間に生まれながら、クロヒョウのアニマリアンであることを気にする娘ミシェル（のちの羽鳥ミサ）の疑問に答えるためであったとされている。
| メンバー     | 登録キルミン   | 着ぐるみモード | アニマルモード | キルバラ変身 |
| ------------ | -------------- | -------------- | -------------- | --- |
| 御子神リコ   | ネコキルミン   | ネコグルミ     | ネコ           | サーバル（第18話以降） ブチネコ（第31話） ピューマ（第42話以降） コウモリ（第50話）                                                            |
| 御子神リム   | ウサギキルミン | ウサグルミ     | ウサギ         | アンゴラウサギ（第20話） ダッチウサギ（第31話） カモノハシ（第33話） カンガルー（第42話） イルカ（第45話） コウモリ（第50話）                  |
| 御子神ナギサ | イヌキルミン   | イヌグルミ     | イヌ           | シェパード（第19話以降） ダルメシアン（第31話） グレイハウンド（第34話以降） セントバーナード（第42話） シベリアオオカミ（第49話）             |
| 猪俣ケン     | ネズミキルミン | ネズグルミ     | ネズミ         | 小さなネズミ（第48話） |
| 木島タマオ   | トリキルミン   | トリグルミ     | 卵、ひよこ     | クジャク（第26話） メジロ（第32話） スズメ（第35話以降） カラス（第37話以降） ハヤブサ（第38話以降） ペリカン（第48話） プテラノドン（第49話） |

かつて御子神ユウキ博士に師事し、その後は独自に動物への変身について研究していた二ツ木キョウスケは、ユウキ博士の残したキルミンの研究データを盗み出すことにより「着ぐるみプログラム」を取り入れ、逆進化装置の完成に成功する。この装置はコンパクト状ではなく座席つきの大型装置で、装置に座りマイクに向かって任意の動物の名前を発声することで、いかなる動物にも変身できる。「一番強い生き物」といった指示をした場合は、装置の側で独自に判断が行われ、条件に一致する動物への変身が実行される。

### アニマリアン
人間の姿と動物の姿を持ち、変身を行う種族。アニマリアンは自身に恋愛感情を抱かせた状態で噛み付くことにより、特殊なホルモンと唾液が反応して対象となる人物の遺伝子内に眠る「アニマリアン因子」を活性化させ、アニマリアンに目覚めさせる能力を持つ。アニマリアン同士の間に生まれた子供は「純粋アニマリアン」と呼ばれ、通常のアニマリアンよりも高貴な存在とされる。上述のキルミンによる変身とは異なり、変身できるのは1種類のみで、衣服を着用したまま姿を変えることができる。
人間社会ではかつて神と崇められたこともあるが、しだいに吸血鬼や狼男と呼ばれ迫害を受けるようになり、やがて歴史上からその存在を抹消された。御子神ユウキらの研究では人類とアニマリアンとのあいだに生物学上の差異はほとんどないとされ、御子神ハルカの台詞によると、アニマリアンは長い歴史のなかで人間や動物と交じり合っているために、ほとんどの人間や動物はアニマリアンの血を引き継いでいるとされる。

## スタッフ
- 原案 - 河森正治[13] / サテライト・ハルフィルムメーカー・JM ANIMATION[13]
- 監督 - 増井壮一[13]
- シリーズ構成 - 裕木陽介[13]（第1話 - 第29話）、松田恵里子[13]（全話）
- キャラクターデザイン - 相澤澄江[13]、相澤昌弘（補佐）
- 総作画監督 - 相澤昌弘、相澤澄江
- 美術監督 - 田尻健一
- 色彩設計 - 高木雅人
- 撮影監督 - 笹野雄介
- 編集 - 後藤正浩、衛藤太志
- 音響監督 - 長崎行男
- 音響効果 - 今野康之
- 音楽 - 川嶋可能
- 音楽制作 - スターチャイルドレコード
- 音響制作 - 青二プロダクション
- プロデューサー - 兼坂勝利、二瓶茂人、蔵本健太郎
- 企画プロデューサー - 島居理恵、Byul Nam Lee、梅田ノリカツ
- アニメーション制作 - サテライト[13] / JM ANIMATION[13]
- 製作 - あにゃまる探偵社（サテライト、JM ANIMATION、青二エンターテインメント、創通、テレビ東京メディアネット、AT-X）

## 主題歌

### オープニングテーマ
「Poo」
作詞 - ゲーッシリラック・ニッタヤスット / 作曲 - ティチャーウッ・ブントン / 編曲 - ラウィ・ガンサナーラック / 歌 - Neko Jump

### エンディングテーマ
「Chuai mad noi」（第1話 - 第29話 / リピート第1話 - 第13話）
作詞 - ゲーッシリラック・ニッタヤスット / 作曲 - ティチャーウッ・ブントン / 編曲 - ラウィ・ガンサナーラック / 歌 - Neko Jump
「朝イチ大パニック!」（リピート第14話 - 第24話）
作詞 - あさのまさひこ / 作曲 - ティチャーウッ・ブントン / 編曲 - ラウィ・ガンサナーラック / 歌 - Neko Jump
「Clap your Sunday!」（第30話 - 第50話）
作詞・作曲・編曲 - sin / 歌 - Neko Jump
オープニングテーマは全話通して変更されていないが、第30話以降オープニングアニメーションが部分的に変更された。エンディングアニメーションは第50話のみ一部が特別なものになっている。
前述のように「Poo」「Chuai mad noi」は歌詞がタイ語になっており、「朝イチ大パニック!」は「Chuai mad noi」に日本語の訳詞をつけたものである。「Clap your Sunday!」は日本語と英語の歌詞に一部タイ語を交えたものとなっている。

## 各話リスト
| 話数              | サブタイトル                                 | 脚本         | 絵コンテ                           | 演出                                  | 作画監督                                                                                             | 放送日         |
| ----------------- | -------------------------------------------- | ------------ | ---------------------------------- | ------------------------------------- | --- | -------------- |
| 第1話             | キルミン・フォーゼ、しちゃった!?             | 裕木陽介     | 増井壮一                           | 斉藤啓也                              | 相澤昌弘                                                                                             | 2009年 10月5日 |
| 第2話             | わたしがイヌって……ホント!?                   | 裕木陽介     | 増井壮一                           | 土屋康郎                              | 江上夏樹                                                                                             | 10月12日       |
| 第3話             | ノラネコに恋されて!?                         | 松田恵里子   | 荒川眞嗣                           | 福田貴之                              | 伊東克修、うえだひとし 亀井嶺、熊谷勝弘 たかはらしゅうじ                                             | 10月19日       |
| 第4話             | 誰でも変身、できないの!?                     | 土屋理敬     | 佐山聖子                           | Ki Tue Kim                            | Hyun Ah Oh                                                                                           | 10月26日       |
| 第5話             | 追跡! まろちゃんを探せ!?                     | 黒河影次     | 佐山聖子                           | 福田貴之                              | 相澤昌弘、うえだひとし 熊谷勝弘                                                                      | 11月2日        |
| 第6話             | 恋のキューピッド作戦!?                       | 土屋理敬     | もりたけし                         | 土屋康郎                              | 江上夏樹、吉田雄一 村田憲泰                                                                          | 11月9日        |
| 第7話             | 神浜峠でゾウを見た!?                         | 裕木陽介     | 増井壮一                           | 斉藤啓也 Ki Tue Kim                   | Hyun Ah Oh、Jae Han Lee Chang Hwan Park                                                              | 11月16日       |
| 第8話             | 学園七不思議を暴け!?                         | 松田恵里子   | 佐山聖子                           | Jong Hyun Lee 斉藤啓也                | Sang Jin Park                                                                                        | 11月23日       |
| 第9話             | 屋根裏の白い恐怖!?                           | 松田恵里子   | 関野昌弘                           | 筑紫大介                              | 熊谷勝弘、うえだひとし 吉田雄一、相澤昌弘                                                            | 11月30日       |
| 第10話            | もんもんモンキーパニック!?                   | 土屋理敬     | もりたけし                         | 斉藤啓也 Jong Hyun Lee                | Sang Jin Park                                                                                        | 12月7日        |
| 第11話            | 暗闇でドキドキどっきり!?                     | 裕木陽介     | 木村哲、増井壮一 佐山聖子          | 土屋康郎                              | 江上夏樹 吉田雄一                                                                                    | 12月14日       |
| 第12話            | ラッキーサインの謎を解け!?                   | 松田恵里子   | 池見友太                           | 原博、大川原保豪 Ki Tue Kim           | Hyun Ah Oh Seung Ki Huh                                                                              | 12月21日       |
| 第13話            | 急げ! キルミン・レスキュー!?                 | 松田恵里子   | 織原真盃                           | 山田徹                                | 藤田正幸、Kim Yi Sung Kim Hyun Ok                                                                    | 2010年 1月4日  |
| 第14話            | 指令! ママの宿題をクリアせよ!?               | 土屋理敬     | もりたけし                         | 斉藤啓也 Jong Hyun Lee                | Sang Jin Park、Eun kyung Kwon Kwon Eun Kyung                                                         | 1月11日        |
| 第15話            | 消えたグレースを探しだせ!?                   | 松田恵里子   | 増井壮一 笹木信作                  | 玉田博                                | Shin Hyung Woo、桜井司 大塚八愛                                                                      | 1月18日        |
| 第16話            | ニワトリのキモチ、コケコッコー!?             | 待田堂子     | 佐山聖子                           | 布施康之                              | 江上夏樹、亀井大祐 吉田雄一                                                                          | 1月25日        |
| 第17話            | 潜入! 庭にはワニが二匹いる!?                 | 裕木陽介     | 織原真盃                           | 政木伸一                              | Kim Yi Sung、藤田正幸 本田辰雄、飯田清貴                                                             | 2月1日         |
| 第18話            | 怪盗ビューティ・バット参上!?                 | 土屋理敬     | 佐山聖子                           | 原博、大川原保豪 Ki Tue Kim           | Hyun Ah Oh、Seung Ki Huh Mi Hee Jung、Gwang Mo Park Jong Min Jun、Yong Sang Kwon                     | 2月8日         |
| 第19話            | 輝け! 匂いは七色に!?                         | 裕木陽介     | もりたけし                         | Jong Hyun Lee 斉藤啓也                | Sang Jin Park Jong Min Jun                                                                           | 2月15日        |
| 第20話            | 恋するウサギと吸血鬼!?                       | 松田恵里子   | 福田貴之 増井壮一                  | 福田貴之                              | Shin Hyung Woo、桜井司 大塚八愛                                                                      | 2月22日        |
| 第21話            | 湯煙の向こうに猫又の影!?                     | 待田堂子     | 東海林真一                         | 玉田博、Ki Tue Kim Moritomo           | Kwang Mo Park Sung Woo Cha                                                                           | 3月1日         |
| 第22話            | アライグマがやって来た!?                     | 土屋理敬     | 織原真盃                           | 山田徹                                | Kim Yi Sung、藤田正幸 本田辰雄                                                                       | 3月8日         |
| 第23話            | ラブラブオカメインコの暗号!?                 | 河原ゆうじ   | 筑紫大介                           | 飯村正之 Jong Hyun Lee                | Sang Jin Park Chang Hwan Park                                                                        | 3月15日        |
| 第24話            | 守れ! ふれあいのヒツギ!?                     | 川邊優子     | 楠本巨樹                           | 原博、Bong Hyun Yu Bu Yong Kim        | Sang Hun Cha、Jong Min Jun Young San Gwon、Jae Hyung Kim                                             | 3月22日        |
| 第25話            | 進め! キルミンUFO探検隊!?                    | 松田恵里子   | しのゆきひろ                       | 政木伸一                              | Kim Yi Sung、藤田正幸 本田辰雄、飯田清貴                                                             | 3月29日        |
| 第26話            | 宇宙探偵キルミンずぅ!?                       | 土屋理敬     | 佐山聖子                           | 片貝東 Jong Hyun Lee                  | Sang Jin Park Chang Hwan Park                                                                        | 4月5日         |
| 第27話            | ネコの涙にご用心!?                           | 裕木陽介     | 佐山聖子                           | 布施康之                              | 吉田雄一 村上直紀                                                                                    | 4月12日        |
| 第28話            | ストップ! ローリングタマゴ、カモン!?         | 待田堂子     | もりたけし                         | 玉田博 Bu Yong Kim                    | Ki Tue Kim（統括） Jae Hyung Kim、Mi Hee Jung Jong Min Jun、Gwan Yong San                            | 4月19日        |
| 第29話 （総集編） | 花だ! ダンゴだ! あにゃまる探偵史!?           | 松田恵里子   | 増井壮一                           | 飯村正之 Jong Hyun Lee                | Sang Jin Park                                                                                        | 4月26日        |
| 第30話            | モップ師匠と黄色いアイツ!?                   | 川邊優子     | 織原真盃                           | 山田徹                                | 藤田正幸 本田辰雄                                                                                    | 5月3日         |
| 第31話            | 白黒山だよ! パンダだよ!?                     | 河原ゆうじ   | 東海林真一                         | 飯村正之、Jong Hyun Lee Bong Hyun Yu  | Ki Tue Kim（統括） Sang Jin Park Sang Hun Cha                                                        | 5月10日        |
| 第32話            | 羽ばたけ! タマオの萌ゆる想い!?               | 待田堂子     | 筑紫大介、Bu young Lee Mi Hui Jung | 筑紫大介、Bu young Lee Mi Hui Jung    | Ki Tue Kim（統括） Jae Hyung Kim、Mi Hui Jung Yong Sang Kwon、Seong Gi Huh Sang Jin Park、Hyun Ah Oh | 5月17日        |
| 第33話            | 特ダネ! 水面に沈む黒いヤツ!?                 | ハラダサヤカ | 織原真盃                           | 布施康之                              | 亀井大祐 吉田雄一                                                                                    | 5月24日        |
| 第34話            | オオカミなんて怖くない!?                     | 川邊優子     | もりたけし                         | 玉田博、Jong Hyun Lee Bong Hyun Yu    | Sang Jin Park、Sang Hun Cha Dong Gyun Ryu、Jin Uk Im                                                 | 5月31日        |
| 第35話            | ダブルでお任せ! ハグハグリーダー!?           | 待田堂子     | Jong Hyun Lee                      | 政木伸一                              | 藤田正幸 本田辰雄                                                                                    | 6月7日         |
| 第36話            | ゾウもビックリ! 洞窟のお宝だゾウ!?           | 河原ゆうじ   | もりたけし                         | 飯村正之、Bu young Lee Tae Sung Won   | Jae Hyung Kim、Gwae Sik Kim Seong Gi Huh                                                             | 6月14日        |
| 第37話            | カノンのじゃまじゃま家庭訪問!?               | 川邊優子     | 夜勤坊主                           | 斉藤啓也、Jong Hyun Lee Bong Hyun Yu  | Sang Jin Park、Sang Hun Cha Dong Gyun Ryu、Jin Uk Im                                                 | 6月21日        |
| 第38話            | キキカイカイ! ヒョウ仮面現る!?               | 河原ゆうじ   | Young Chan Kim                     | 福田貴之、Young Chan Kim Tae Sung Won | Sang Jin Park、Kwan Sik Kim Jea Hyeong Kim、Seung Ki Huh Chang Hwan Park                             | 6月28日        |
| 第39話            | ガッツだケン! 伝説の妖怪に用かい!?           | 土屋理敬     | 佐山聖子                           | 山田徹                                | 藤田正幸、本田辰雄 Kim Hyeon Ok、Kim Jun Hwon                                                        | 7月5日         |
| 第40話            | 泉へ走れ! ネズミのキルミンブルース!?         | 土屋理敬     | もりたけし                         | 布施康之                              | 亀井大祐 吉田雄一                                                                                    | 7月12日        |
| 第41話 （総集編） | 海だ! 氷だ! あにゃまる探偵史!?               | 松田恵里子   | 増井壮一                           | 飯村正之                              | Shin Hyung Woo 大塚八愛                                                                              | 7月19日        |
| 第42話            | バナナを守れ! 謎の侵入者はサル!?             | ハラダサヤカ | Jong Hyun Lee                      | 北川正人、Jong Hyun Lee Hung Suk Joo  | Sang Jin Park Syung Ki Huh                                                                           | 7月26日        |
| 第43話            | メェ〜ワクワクワク! 白ヤギさんと黒ヤギさん!? | 河原ゆうじ   | Jong Hyun Lee                      | 玉田博、Dong Nam Kim Eun Soo Oh       | Jae Hyung Kim、Gwan Sik Kim Boo Hee Lee、Jae Woon You Sang Jin Park                                  | 8月2日         |
| 第44話            | カノンにアタック! ヤツらペンギンブラザーズ!? | 待田堂子     | 佐山聖子                           | 政木伸一                              | 藤田正幸、本田辰雄 Kim Hyeon Ok、Kim Jun Hwon Shin Hyung Woo                                         | 8月9日         |
| 第45話            | 恋のビーチバルーン大作戦!?                   | 川邊優子     | 筑紫大介                           | 飯村正之、Jong Hyun Lee Tae Sung Won  | Sang Jin Park、Chang Hwan Park Seong Gi Huh                                                          | 8月16日        |
| 第46話            | 神浜ジャングルに野生のかおり!?               | 松田恵里子   | もりたけし                         | 布施康之                              | 亀井大祐 吉田雄一                                                                                    | 8月23日        |
| 第47話            | 渡すなキルミン! ねらわれた宝物!?             | 土屋理敬     | 佐山聖子                           | 北川正人、Eun Soo Oh Tae Sung Won     | Sang Jin Park、Jea Woon Yu Jong Min Jyun                                                             | 8月30日        |
| 第48話            | カノンはどこだ! キノコランドへGO!GO!GO!?     | 川邊優子     | Jong Hyun Lee                      | 玉田博 Jong Hyun Lee                  | Sang Jin Park Shin Hyung Woo                                                                         | 9月6日         |
| 第49話            | 飛び出せ棺! 迷宮温泉でつかまえて!?           | 松田恵里子   | 東海林真一                         | 山田徹                                | 藤田正幸、本田辰雄 Kim Hyeon Ok、Kim Sang Yeop Kim Chang Gui                                         | 9月13日        |
| 第50話            | どうぶつ天国キルミンZOO!?                    | 松田恵里子   | 増井壮一                           | 飯村正之                              | Shin Hyung Woo、大塚八愛 桜井司                                                                      | 9月20日        |

## 放送局
| 放送地域       | 放送局                 | 放送期間                        | 放送日時                            | 備考                    |
| -------------- | ---------------------- | ------------------------------- | ----------------------------------- | ----------------------- |
| 関東広域圏     | テレビ東京             | 2009年10月5日 - 2010年9月20日   | 月曜 17:30 - 18:00                  | 字幕放送あり            |
| 北海道         | テレビ北海道           | 2009年10月5日 - 2010年9月20日   | 月曜 17:30 - 18:00                  | 字幕放送あり            |
| 愛知県         | テレビ愛知             | 2009年10月5日 - 2010年9月20日   | 月曜 17:30 - 18:00                  | 字幕放送あり            |
| 大阪府         | テレビ大阪             | 2009年10月5日 - 2010年9月20日   | 月曜 17:30 - 18:00                  | 字幕放送あり            |
| 岡山県・香川県 | テレビせとうち         | 2009年10月5日 - 2010年9月20日   | 月曜 17:30 - 18:00                  | 字幕放送あり            |
| 福岡県         | TVQ九州放送            | 2009年10月5日 - 2010年9月20日   | 月曜 17:30 - 18:00                  | 字幕放送あり            |
| 日本全域       | AT-X                   | 2009年11月11日 - 2010年10月20日 | 水曜 8:00 - 8:30                    | CS放送 リピート放送あり |
| 日本全域       | ディズニー・チャンネル | 2014年7月21日 - 9月29日         | 平日 6:30 - 7:00 平日 16:00 - 16:30 | CS放送                  |

### リピート放送
テレビ東京・テレビ愛知・テレビ大阪では、深夜に『あにゃまる探偵 キルミンずぅ+』（あにゃまるたんてい キルミンずぅ プラス）として第24話まで放送された。深夜に再放送する夕方のアニメとしては、2009年4月2日まで放送されていた『ソウルイーター』の深夜版『ソウルイーターレイトショー』以来である。
| 放送地域   | 放送局     | 放送期間                                              | 放送日時                              | 備考                    |
| ---------- | ---------- | ----------------------------------------------------- | ------------------------------------- | ----------------------- |
| 関東広域圏 | テレビ東京 | 2009年10月8日 - 2010年3月25日                         | 木曜 26:15 - 26:45                    | 字幕なし                |
| 愛知県     | テレビ愛知 | 2009年10月8日 - 2010年3月25日                         | 木曜 26:58 - 27:28                    |                         |
| 大阪府     | テレビ大阪 | 2009年10月10日 - 2010年1月30日 2010年2月6日 - 3月27日 | 土曜 26:05 - 26:35 土曜 26:10 - 26:40 |                         |
| 日本全域   | AT-X       | 2009年11月11日 - 2010年4月21日                        | 水曜 20:00 - 20:30                    | CS放送 リピート放送あり |

以下は夕方の本放送版との違い。ここでは『ソウルイーターレイトショー』および『しゅごキャラ!』などの別時間枠再放送作品との比較も合わせる。
- 深夜放送のため、TVAを除き視聴注意テロップは表示されない。
- 1985年以降に開局したTVh、TSC、TVQではネットされていない。
- EPG上などのタイトルは『+（ぷらす）』であるが『レイトショー』などと違い、専用映像が『明日まで待てない!! FAIRY TAIL』と同様に作られていない（本作の場合オープニング終盤に出てくるタイトルロゴに「+」がついていない）。
- 本作の場合、夕方放送分と提供スポンサーが一部異なり、深夜のみサテライトの親会社であるパチンコメーカーのSANKYOがメイン提供として加わっている。また、一部スポンサーは夕方・深夜とも同じでも放送するCMを変えている場合もある。
- 第10話からオープニングアニメーション（第14話からは再び変わり日本版PVに変更）とエンディングアニメーションの左隅にNeko JumpのPVがサブ画面で表示されている。
- 第14話よりエンディングテーマが日本語版の「朝イチ大パニック!」（日本語歌詞：あさのまさひこ）に変更された。なお画面下には歌詞が桃色の縁取りフォントで表示されている。
- 本編自体に夕方版との差がない点は『ソウル - 』などと同じだが、『ソウル - 』や『しゅごキャラ!』などと異なり「おまけ映像」は次回予告後のみに追加されている。その次回予告後の本作専用の特典映像（30秒）には第5話まで各種動物の紹介映像に出演者がアフレコしたもの、第6話ではNeko Jumpのコメント映像が放送され、第7話より仲村みうと土井よしお（ワンダラーズ）が出演するショートムービー「迷い猫」が放送された[19]。これらの映像はDVDに収録されている。

## 関連作品

### 漫画
はんざわかおりが手掛ける本作の漫画化作品。『キルミンずぅ』のタイトルで『りぼん』（集英社）2010年2月号より同年10月号まで連載された。全9話。単行本は2010年10月15日にりぼんマスコットコミックスより全1巻（ISBN 978-4088670805）が発売され、『春の大増刊号 りぼんスペシャル』（2010年3月19日発売）に掲載された「キルミンずぅ スペシャルエピソード おばあちゃんとニャン太郎」と『夏の大増刊号 りぼんスペシャル レモン』（2010年7月26日発売）に掲載された「キルミンずぅ 特別編」を併せて収録している。
単行本1巻分に収まる内容とするためストーリーはアニメ版とは異なっており、リコとケンに焦点を当てたラブコメディ風の作品となっている。カノンも登場するが「恋のライバル」という位置づけであり、アニマリアンなどの設定は描かれていない。
あらすじ
双子の姉妹リコとリムは亡くなった祖父の部屋で「キルミン」を発見し、動物をかたどった3頭身の着ぐるみ姿に変身する。ケンとタマオもキルミンを手に入れ行動をともにするなかで、リコはケンのことを意識するようになり、ヴラドニアからの転校生カノンがケンに積極的にアプローチを始めたことで、その思いはますます強くなる。ケンとの仲を気にしすぎたリコはカノンに嫌われるが、危機に陥ったカノンを助けるために行動し、少しだけ仲良くなる。その後、姉のナギサもキルミンを使えることが判明し、ケンがナギサと一緒に、リコのためにひそかにキルミンの特訓をしていたことを知る。
ある日リコは、完全なネコに変身して元に戻れなくなり、人間の意識がなくなりかける。ケンの機転で戻ることには成功するが、それ以来変身が怖くなり、キルミンを捨てようとする。しかしケンの言葉でキルミンに助けられたこと、ケン自身にも助けられたことを思い出し、ふたたびキルミンを使えるようになる。

### CDドラマ
『あにゃまる探偵キルミンずぅ アソートCD』（後述）には羽鳥カノンを主人公とした録り下ろしスピンオフドラマ「カノンの憂鬱」が収録されている。
あらすじ
6月のある日、羽鳥カノンは牙組が婿候補と間違えて探してきた幼い純血種アニマリアンの少女、神原マインの面倒を見ることになる。母ミサよりマインを学校に連れて行くことと、木島タマオの篭絡を命じられたカノンだが、ケンをタマオと間違えてカノンと接近するチャンスを作ろうと動き出したマインを探しているうちにボールに激突して気を失い、ケンに瓜二つの少女、有若アルに助けられる。
アルをケンと勘違いし、そのまま一緒に家に帰ることになったカノンは、途中ふたりで崖から落ちそうになり、危機から脱するためコウモリのアニマリアンにしようとアルに噛みつく。アルはアルパカのアニマリアンとなってカノンを乗せて走り回り、迷子になっていたケンとマインに出会う。カノンとマインはその場で初めて人違いをしていたことに気づく。その後カノンは母の命により、マインとアル、ふたりの面倒をみることになる。
登場人物
テレビアニメ版より登場するのは羽鳥カノン（丹下桜）、羽鳥ミサ（渡辺美佐）、猪俣ケン（田村睦心）の3名。以下はCDドラマ版におけるオリジナルキャラクター。ナレーションは銀河万丈が務める。
神原 マイン（かみはら マイン）
声 - 白石涼子
牙組がカノンの婿候補と間違えて探して来た、カピバラの純血種アニマリアン。幼稚園児くらいの年齢の少女で、カノンの妹分となる。
有若 アル（ありわか アル）
声 - 白兎夕季
ケンに瓜二つの少女。気を失っていたカノンを助ける。語尾に「アル」をつけて話す。危機に陥った際にカノンに噛まれ、アルパカのアニマリアンとなる。

スタッフ
- 企画制作 - 青二エンターテインメント
- シナリオ - 久保亨、村上侑可理
- 音響監督 - 白石恵一
- 録音 - 榊枝一也
- 編集 - 青二エンターテインメント
- 収録スタジオ - プロセンスタジオ
- キャスティング - 青二プロダクション

## 関連メディア

### DVD
スターチャイルドより発売、キングレコードより販売。全13巻。第6巻、第13巻にはサウンドトラックCDが付属する。

### CD

#### シングル
Poo/Chuai mad noi
2009年12月23日発売。規格品番はKICM-3198。
収録内容
1. Poo
2. Chuai mad noi
3. プー 〜カニさんの悪夢〜
4. 朝イチ大パニック!
5. Poo（カラオケ）
6. Chuai mad noi（カラオケ）

Clap your Sunday!/Joob Joob
2010年8月25日発売。規格品番はKICM-3213。
収録内容
1. Clap your Sunday!(Japanese ver.)
2. Clap your Sunday!(Thai ver.)
3. Joob Joob(Thai ver.)
4. Joob Joob(Japanese ver.)
5. Clap your Sunday!(Instrumental)
6. Joob Joob(Instrumental)

#### アルバム
あにゃまる探偵キルミンずぅ アソートCD(1)
2010年6月9日発売。規格品番はKICA-3122。
収録内容
1. 録り下ろしスピンオフドラマ「カノンの憂鬱」Vol.1- (1)
2. 録り下ろしスピンオフドラマ「カノンの憂鬱」Vol.1- (2)
3. 録り下ろしスピンオフドラマ「カノンの憂鬱」Vol.1- (3)
4. 「しあわせの輪舞曲（ロンド）」歌 - 羽鳥カノン（丹下桜）
5. 「ズバッと解決！ ラッキー探偵(OA Ver.)」歌 - フナコツさんとキルミンずぅの愉快な仲間たち（掛川裕彦、悠木碧、佐藤聡美、安済知佳、田村睦心、池辺久美子）
6. 「Poo（リコ&リム&ナギサver.）」歌 - 御子神リコ（悠木碧）、御子神リム（佐藤聡美）、御子神ナギサ（安済知佳）
7. 「Chuai mad noi（リコ&リム&ナギサver.）」歌 - 御子神リコ（悠木碧）、御子神リム（佐藤聡美）、御子神ナギサ（安済知佳）
8. 「Poo (TV size ver.) 」歌 - Neko Jump
9. 「Chuai mad noi (TV size ver.) 」歌 - Neko Jump

あにゃまる探偵キルミンずぅ アソートCD(2)
2010年8月4日発売。規格品番はKICA-3123。
収録内容
1. 録り下ろしスピンオフドラマ「カノンの憂鬱」Vol.2- (1)
2. 録り下ろしスピンオフドラマ「カノンの憂鬱」Vol.2- (2)
3. 録り下ろしスピンオフドラマ「カノンの憂鬱」Vol.2- (3)
4. 「真夏の花園」歌 - 御子神リコ（悠木碧）、御子神リム（佐藤聡美）、御子神ナギサ（安済知佳）
5. 「ケンとタマオの追跡物語」歌 - 猪俣ケン（田村睦心）、木島タマオ（池辺久美子）
6. 「しあわせの輪舞曲 RONDO MIX」歌 - 羽鳥カノン（丹下桜）
7. 「ズバッと解決！ ラッキー探偵 KAMIHAMA MIX」歌 - フナコツさんとキルミンずぅの愉快な仲間たち（掛川裕彦、悠木碧、佐藤聡美、安済知佳、田村睦心、池辺久美子）
8. 「真夏の花園 inst.」
9. 「ケンとタマオの追跡物語 inst.」

### ラジオ
2010年2月4日から2010年3月25日まで毎週木曜23時半よりラジオ大阪で、羽鳥カノン役の丹下桜がパーソナリティを務めるスピンオフラジオ番組『あにゃまる探偵 キルミンずぅ ラジオ+』が放送された。ラジオ大阪のほか、アニメイトTVでも12日遅れの2月16日から毎週火曜にネット配信されていた。

#### ゲスト
- #1,2 田村睦心（猪俣ケン役）
- #3,4 安済知佳（御子神ナギサ役）
- #5,6 佐藤聡美（御子神リム役）、池辺久美子（木島タマオ役）
- #7,8 悠木碧（御子神リコ役）

### Twitter
Twitterの「kirumin(kiruminzoo) on Twitter」において各種告知などが行われていた。語尾に「ミン」をつけ、ファンのことを「キル民」と呼び、「みんなさん」と呼びかけるなど、独特の文体で記されている。書き手は「スタッフキル民」と自称している。各話担当の脚本家がツイートを行う場合もあった。

### iPhoneアプリ
2011年2月4日にiPhoneアプリ『あにゃまる探偵キルミンずぅ たっち』の販売が開始された。iOS 4.2以降に対応。発売元はタムタム。価格は450円。

## キャラクターグッズ
日本国内では放送中にカバヤ食品より食玩「キルミンずぅ ラバーキーホルダー」、コスプレイヤー向けの商品を主に扱うコスパからは、ショルダートートやTシャツといった商品が発売されている。バンプレストのプライズゲーム賞品「あにゃまる探偵キルミンずぅ スーパーDXプリントまくら」も存在する。
一般には販売されていないが、2009年12月29日から31日にかけて開催された「コミックマーケット77」では「ぬりえ」、2010年3月25日から28日にかけて開催された「東京国際アニメフェア2010」では「ぬりえmini」「テレフォンカード」といったグッズが販売された。
放送終了後には、メガハウスより15歳以上対象のフィギュア「エクセレントモデル あにゃまる探偵キルミンずぅ 御子神リコ」が発売された。
2019年に東京ドームシティGallery AaMoで開催された河森のプロデビュー40周年記念展「河森正治EXPO」において、『マクロスF』などの河森作品でキャラクターデザインを務めている江端里沙により、記念展のロゴデザインをモチーフにして『マクロスF』『アクエリオンEVOL』のキャラクターとともに御子神リコのイラストが描き下ろされ、グッズ展開と等身大パネルの展示が実施された。

## 韓国版

### テレビアニメ
2010年5月3日から2011年5月9日にかけて韓国KBSにおいて『쥬로링 동물탐정』（Zoororing Animal Detective / ジュロリン動物探偵）のタイトルで放送された。舞台は韓国、登場人物も韓国人に変更されている。主題歌も独自のものに変更され、番組の最後にはミニコーナーが設けられている。日本版の全50話に加え、第29話、第41話の総集編が第51話、第52話として再度放映され、韓国版独自の総集編が第53話として放映された。
韓国メディアの報道によると、本作のために日本側7割、韓国側3割のファンドが設立され総額7億600万円（100億ウォン相当）を投資、収益配分も日本側7割・韓国側3割になるとされている。
韓国では日本と異なり、ノート、文房具、粘土など独自のキャラクター商品展開が行われている。

### 劇場版
韓国では2014年12月18日よりアニメ映画『쥬로링 동물탐정 극장판』（ジュロリン動物探偵 劇場版）が公開された。ペットのコンテストで受賞した動物たちが行方不明になる事件を主人公たちが捜査するという物語となっている。